# Diego Cristóbal Túpac Amaru
Diego Cristóbal Condorcanqui Castro o Diego Cristóbal Túpac Amaru (Tinta, 1750-Cuzco, 19 de julio de 1783), fue un líder rebelde peruano, primo del prócer José Gabriel Condorcanqui Noguera, también conocido como Túpac Amaru II, al cual sucedió en el comando rebelde tras su ejecución. 

## Rebelión
Al momento de asumir el cargo, se había batido en las campañas del Urubamba contra las fuerzas virreinales, en los ataques a Paucartambo, ciudad a la cual puso cerco por un largo periodo, y en la guerra contra Mateo Pumacahua, cacique realista. También intentó una ofensiva en el combate de Layo (14 de abril de 1781) para rescatar a su primo, pero este ya había sido enviado al Cuzco por lo que su ataque fracasó. A continuación, se dirigió con sus fuerzas al Altiplano con el fin de reorganizar las rebelión y profundizar las acciones en el Alto Perú, aunque no siempre contó con la necesaria obediencia de parte de los caciques menores y otros jefes locales.
Durante la campaña del Alto Perú arrasó muchas localidades, subsistiendo solamente Puno, ciudad que sitió y atacó con lo mejor de sus tropas. No obstante, su mayor éxito militar fue la derrota del mariscal José del Valle, quien avanzó desde Tinta a liberar Puno y La Paz, pero aunque logró las victorias de Puquinacancari y Condorcuyo, su ejército fue destruido por las guerrillas de Diego Cristóbal y retornó derrotado al Cuzco con los supervivientes de Puno mientras, el 30 de mayo de 1781, los rebeldes ingresaban triunfalmente en la ciudad altiplánica. Otro triunfo importante fue la toma de Sorata (en la actual Bolivia). 
En el apogeo de su poder controlaba vastas zonas cusqueñas y colocó gente a pocas leguas de la Ciudad Imperial. A la par, dominaba todo Puno y también las serranías de Moquegua y Tacna. A través de Túpac Katari, Andrés Túpac Amaru y otros lugartenientes controló la integridad de Bolivia andina y zonas de Chile y Argentina.

## Indulto y martirio
Disconforme con el acento racista (masacrar a todos los blancos) que algunos de sus subordinados le daban al movimiento, buscó un acuerdo de paz con los realistas que habían ofrecido un indulto general. Creyendo en la sinceridad de estas ofertas, se entregó con casi todas sus fuerzas, tras negociar la paz en Lampa. No obstante, mantuvo un gran poder político, lo cual fue usado como pretexto por los realistas para involucrarlo posteriormente con la conjura de Carabaya y así poder tomarlo prisionero.
Capturado junto con toda su familia, el 15 de marzo de 1783, en Marcapata (Quispicanchi), se le instauró un proceso sumario que terminó con una condena a la pena capital con atenaceado, que se le arrancara la carne con tenazas al rojo vivo, y fue posteriormente ahorcado y descuartizado el 19 de julio del mismo año. Su esposa, su madre y los conjurados de Carabaya también son ejecutados mientras el resto de su familia fue desterrada a España, falleciendo casi todos por el trato cruel y la falta de alimentos y atenciones médicas durante el viaje.